# Diana Dumitrescu
Pour les articles homonymes, voir Dumitrescu.
Diana Dumitrescu, née le 30 septembre 1983 à Constanța, est une actrice et mannequin roumaine.

## Filmographie
- 2005 - 2006 : Păcatele Evei : Greta
- 2006 - 2007 : Iubire ca în filme : Daiana, coprotagoniste
- 2007 - 2008 : Războiul Sexelor : Ema Sturdza, protagoniste
- 2008 - 2009 : Regina : Regina, protagoniste
- 2009 - 2010 : Aniela : Polixenia Laptaru, antagoniste
- 2010 - 2011 : Iubire si Onoare : Oxana Abramova / Smira, antagoniste
- 2011 - 2012 : Pariu cu viața : Andreea Radulescu, antagoniste